# Saint-Étienne-Lardeyrol

Saint-Étienne-Lardeyrol este o comună în departamentul Haute-Loire, Franța. În 2009 avea o populație de 683 de locuitori.